# 플랜비
플랜비(PLAN B)는 2019년 설립된 대한민국의 유사투자자문 기업으로 본사는 서울특별시 강북구에 있다.

## 연혁
- 2019년 플랜비 설립
- 2020년 한국소비자만족지수 고객만족브랜드(증권정보제공)부문 1위
- 2021년 한국소비자만족지수 고객만족브랜드(증권정보제공)부문 1위